# White Anglo-Saxon Protestant
Pour les articles homonymes, voir Wasp.
 (juillet 2013).
Si vous disposez d'ouvrages ou d'articles de référence ou si vous connaissez des sites web de qualité traitant du thème abordé ici, merci de compléter l'article en donnant les références utiles à sa vérifiabilité et en les liant à la section « Notes et références ».
White Anglo-Saxon Protestant (abrégé par l'acronyme WASP et pouvant se traduire en français par protestant blanc anglo-saxon) est un terme sociologique désignant les Américains blancs protestants appartenant à l'élite de la nation américaine. Ils descendent de colons britanniques et plus largement ouest et nord-européens, dont la pensée et le mode de vie ont structuré la nation américaine depuis la fondation des Treize Colonies au XVIIe siècle. 
D'après une origine parfois controversée, l'acronyme est inventé par le sociologue et professeur à l'université de Pennsylvanie E. Digby Baltzell (en) lors de sa thèse de doctorat, puis déposé par son directeur de recherche.

## Histoire
À partir du XVIIe siècle, des colons britanniques de confession protestante (Anglais, Gallois, Écossais et Scots Irlandais) conquièrent et colonisent l'Amérique septentrionale. D'autres colons ouest et nord-européens protestants se joignent et se mélangent à eux (Néerlandais, Allemands, Suisses, Scandinaves et Français huguenots) pour constituer la base de la nation, du peuple et de l'ethnie américaine. L'élite de ces colons forme alors un groupe qui sera surnommé plus tard WASP,.
Des colons européens catholiques sont également venus coloniser l'Amérique septentrionale, mais ils demeurent une petite minorité au sein des Treize Colonies. Au moment de l'indépendance de la nation américaine en 1776, 1,6 % des Américains sont catholiques (soit 40 000), sur les 2,5 millions d'habitants. Bien que marginaux, certains d'entre eux appartiennent à l'élite de la nation, comme John Barry, John Carroll et son cousin Charles Carroll de Carrollton (seul catholique parmi les 56 signataires de la Déclaration d'indépendance) ou encore Daniel Carroll et Thomas Fitzsimons (seuls catholiques parmi les 39 signataires de la Constitution).
WASP s'utilise aujourd'hui en termes de sociologie afin de désigner les Américains blancs protestants aisés[réf. nécessaire] Par définition, il exclut les Blancs protestants de classes moyennes et populaires, les Blancs catholiques et mormons (toutes classes sociales confondues), les Juifs, les européens du Sud et de l'Est et les groupes raciaux non européens : Amérindiens, Arabes, Asiatiques, métis hispaniques et Noirs[réf. nécessaire].